# Monumento a los muertos de Montauban
El Monumento a los Muertos de Montauban (del francés: Monument aux Morts de Montauban) es una escultura de 1894 realizada por Antoine Bourdelle. Se trata del primer encargo importante realizado por Bourdelle, concertado en 1894. Su visión romántica del monumento generó algunas oposiciones violentas. La intervención de Auguste Rodin en 1897 permitió a Bourdelle hacer esta escultura sin ningún tipo de compromiso. El monumento fue erigido en Montauban, en el departamento de Tarn-et-Garonne, en 1902.

## Historia
En 1893, entró Bourdelle como asistente en el taller de Rodin y participó en el concurso por el monumento a la Guerra Franco-Prusiana de 1870 en Montauban, su ciudad natal. El primer modelo de este monumento fue presentado en 1896. Los miembros del Comité apoyaron el proyecto que tuvo una acogida desfavorable. Por último, obtuvo el encargo en 1897 gracias a la intervención de Rodin. Este monumento se inauguró en 1902.

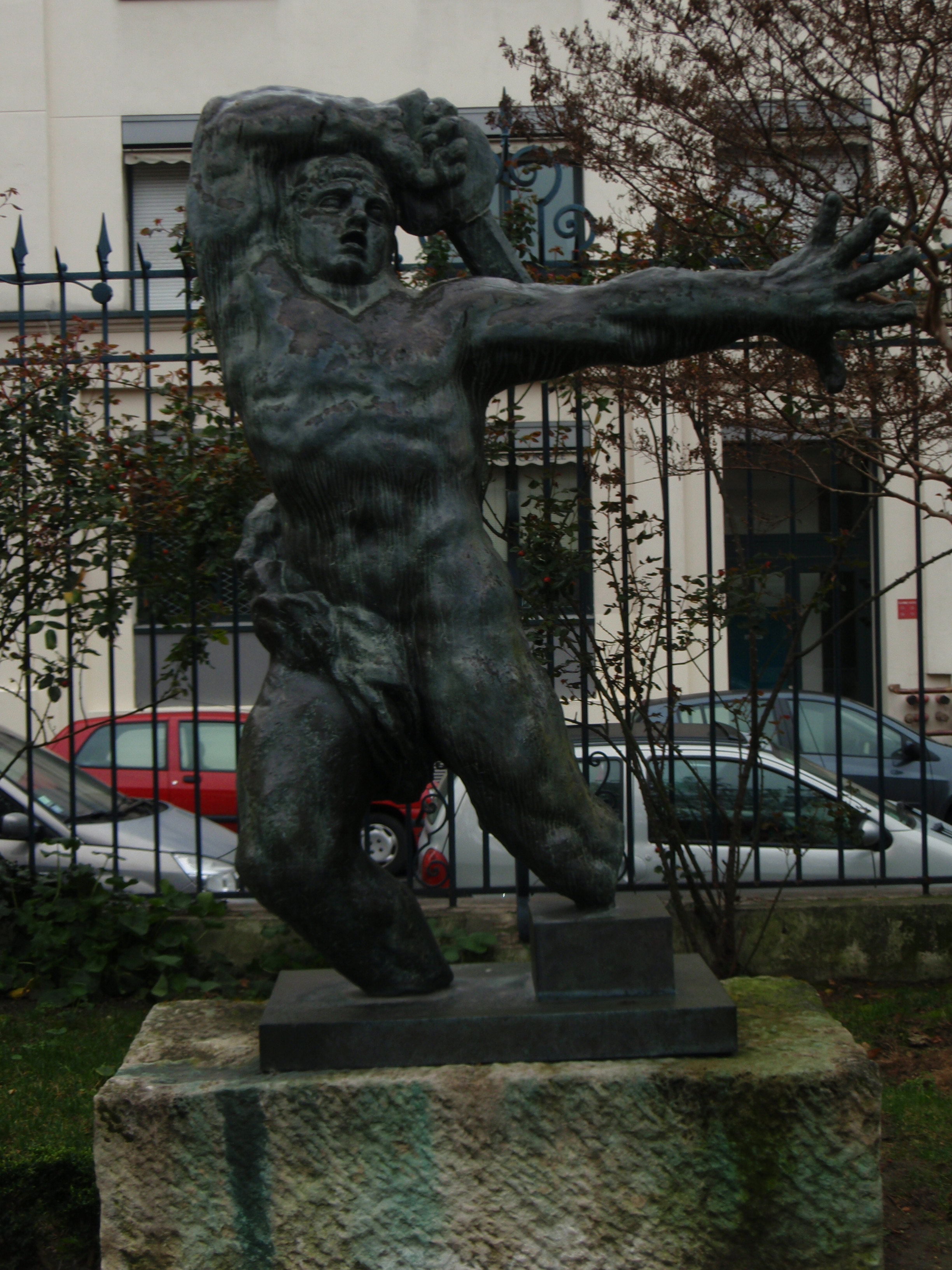
Gran guerrero, estudio del personaje para el monumento a los muertos de Montauban, expuesto en el Museo Bourdelle de París